# Maksymilian Lorenz
Maksymilian Stefan Lorenz ps. „Katarzyna” (ur. 22 lipca 1913 w Rzeszowie, zm. 16 kwietnia 1988 w Londynie) – oficer żandarmerii Wojska Polskiego II RP, Armii Krajowej i Polskich Sił Zbrojnych na Zachodzie, w 1964 roku mianowany przez Władysława Andersa majorem.

## Życiorys
Od 19 września 1934 do 15 lipca 1935 był słuchaczem IX Kursu Szkoły Podchorążych Rezerwy Kawalerii w Grudziądzu. Po ukończeniu kursu i awansie na kaprala odbył praktykę w 6 pułku strzelców konnych w Żółkwi. Na podporucznika został awansowany ze starszeństwem z dniem 1 stycznia 1938 w korpusie oficerów kawalerii. 15 września 1938 został przyjęty na IX Kurs Aplikacyjny Oficerów Młodszych w Centrum Wyszkolenia Żandarmerii w Grudziądzu. W połowie lutego 1939, po zakończeniu części teoretycznej kursu, przydzielony został do 8 dywizjonu żandarmerii w Toruniu w celu odbycia praktyki. 
31 sierpnia 1939 roku, po ogłoszeniu mobilizacji powszechnej, objął dowództwo nad pododdziałem nadwyżek 8 dywizjonu żandarmerii. 3 września na czele tego pododdziału wyjechał transportem kolejowym ze stacji Toruń Mokre do Staszowa, gdzie znajdował się Ośrodek Zapasowy Żandarmerii. 22 września dotarł do Lwowa, gdzie otrzymał zadanie zorganizowania plutonu krajowego żandarmerii Lwów Podzamcze. Zanim przystąpił do wykonania powierzonego mu zadania została ogłoszona kapitulacja załogi miasta. Udając się na zbiórkę oficerów przed siedzibą Dowództwa Okręgu Korpusu Nr VI został zatrzymany na ulicy przez patrol bolszewicki. Po półgodzinie udało mu się zbiec. Od tego dnia działał w konspiracji. Do 1941 roku na terenie okupacji sowieckiej, następnie w Generalnym Gubernatorstwie pod okupacją niemiecką. W 1944 roku, w czasie akcji „Burza”, dowodził I batalionem 4 pułku piechoty Legionów AK.
W 1945 roku przedostał się z kraju do Włoch, gdzie przyjęty został do 2 Korpusu Polskiego. 15 kwietnia 1946 roku awansował na porucznika ze starszeństwem z dniem 7 marca 1944 roku w korpusie oficerów żandarmerii. Po ukończeniu Kursu Oficerów Żandarmerii w Urbino przydzielony został do dyspozycji dowódcy żandarmerii Bazy 2 KP, ppłk. Edwarda Czuruka. Po rozwiązaniu Polskich Sił Zbrojnych na Zachodzie wstąpił do Polskiego Korpusu Przysposobienia i Rozmieszczenia. Był długoletnim prezesem Zarządu Koła Oddziałowego Stowarzyszenia Polskich Kombatantów Nr 106 „Żandarm” w Londynie. Na majora został awansowany ze starszeństwem z dniem 1 stycznia 1964 roku przez generała broni Władysława Andersa. Od 20 czerwca 1979 roku do 17 grudnia 1983 roku był podsekretarzem stanu w Rządzie RP na uchodźstwie w Londynie.

## Ordery i odznaczenia
- Krzyż Srebrny Orderu Wojennego Virtuti Militari
- Krzyż Komandorski Orderu Odrodzenia Polski (1984)[6]
- Krzyż Oficerski Orderu Odrodzenia Polski
- Krzyż Kawalerski Orderu Odrodzenia Polski
- Złoty Krzyż Zasługi